# 862
862 foi um ano comum do século IX, que teve início e fim a uma quinta-feira, no Calendário juliano. A sua letra dominical foi D.
| Ano completo                        |
| ----------------------------------- |
| Ano comum com início à quinta-feira |

## Eventos
Em 862, Rurik de Kiev, chefe dos Varegues, tomou Novgorod, a Grande, uma das cidades eslavas mais promissoras, localizada às margens do rio Volkhov.

## Mortes
-->